# Liedertswil
Liedertswil är en ort och kommun i distriktet Waldenburg i kantonen Basel-Landschaft, Schweiz. Kommunen har 156 invånare (2023).